# Мінерал (округ, Монтана)
Шаблон:StateAbbr_ 47°09′ пн. ш. 114°59′ зх. д. / 47.15° пн. ш. 114.98° зх. д.
Округ Мінерал (англ. Mineral County) — округ (графство) у штаті Монтана, США. Ідентифікатор округу 30061.

## Історія
Округ утворений 1914 року.

## Демографія
За даними перепису
2000 року
загальне населення округу становило 3884 осіб, усе сільське.
Серед мешканців округу чоловіків було 2000, а жінок — 1884. В окрузі було 1584 домогосподарства, 1068 родин, які мешкали в 1961 будинках.
Середній розмір родини становив 2,9.
Віковий розподіл населення поданий у таблиці:
| Стать    | До 15 років | 15-21 | 22-29 | 30-39 | 40-49 | 50-65 | 65-85 | Понад 85 |
| -------- | ----------- | ----- | ----- | ----- | ----- | ----- | ----- | -------- |
| Чоловіки | 377         | 204   | 136   | 246   | 321   | 437   | 263   | 16       |
| Жінки    | 363         | 163   | 127   | 253   | 323   | 384   | 245   | 26       |

## Суміжні округи
- Сендерс — північ
- Міссула — схід
- Клірвотер, Айдахо — південний захід
- Шошоні, Айдахо — північний захід

## Виноски
1. ↑  US Decennial Census. US Census Bureau. Архів оригіналу за 12 травня 2015. Процитовано 29 листопада 2014.
2. ↑  Historical Census Browser. University of Virginia Library. Архів оригіналу за 11 серпня 2012. Процитовано 29 листопада 2014.
3. ↑  Population of Counties by Decennial Census: 1900 to 1990. US Census Bureau. Архів оригіналу за 22 вересня 2018. Процитовано 29 листопада 2014.
4. ↑  Census 2000 PHC-T-4. Ranking Tables for Counties: 1990 and 2000 (PDF). US Census Bureau. Архів оригіналу (PDF) за 18 грудня 2014. Процитовано 29 листопада 2014.
5. ↑  State & County QuickFacts. US Census Bureau. Архів оригіналу за 6 червня 2011. Процитовано 15 вересня 2013.(англ.) Наведено за англійською вікіпедією.
6. ↑  American FactFinder. Бюро перепису населення США. Архів оригіналу за 26 лютого 2012. Процитовано 31 січня 2008.

| США | Це незавершена стаття з географії США. Ви можете допомогти проєкту, виправивши або дописавши її. |